# Binga tygří
Binga tygří, též afrotetra tygří nebo tygří ryba, je dravá ryba žijící v povodí řeky Kongo, v řece Lualaba a jezerech Upemba a Tanganika. Je to rychlý plavec, při lovu se orientuje hlavně zrakem. Má štíhlé tělo proudnicovitého tvaru, šedý hřbet a světlejší břicho. Ploutve jsou oranžové nebo červené. Někteří jedinci mají na těle podélné černé pruhy. Zuby jsou velké a nápadné i při zavřené tlamě. Binga tygří je největší trnobřichá ryba, dorůstá délky až 1,5 m a hmotnosti 50 kg.
Je oblíbenou kořistí sportovních rybářů díky své pověsti silné a agresivní ryby.